# Trap latino
Genres dérivés
Trapeton
La trap latino, ou latin trap, est un sous-genre musical du hip-hop latino originaire de Porto Rico. Descendant direct du hip-hop sudiste et influencé par le reggaeton, elle gagne en popularité après 2007 et se répand dans toute l'Amérique latine. « La trap » est un argot qui désigne un endroit où l'on vend de la drogue. La trap latino est similaire à la trap grand public avec des paroles qui parlent de la vie sur la calle (la rue), de la drogue, du sexe et de la violence,.

## Histoire

### Années 2000

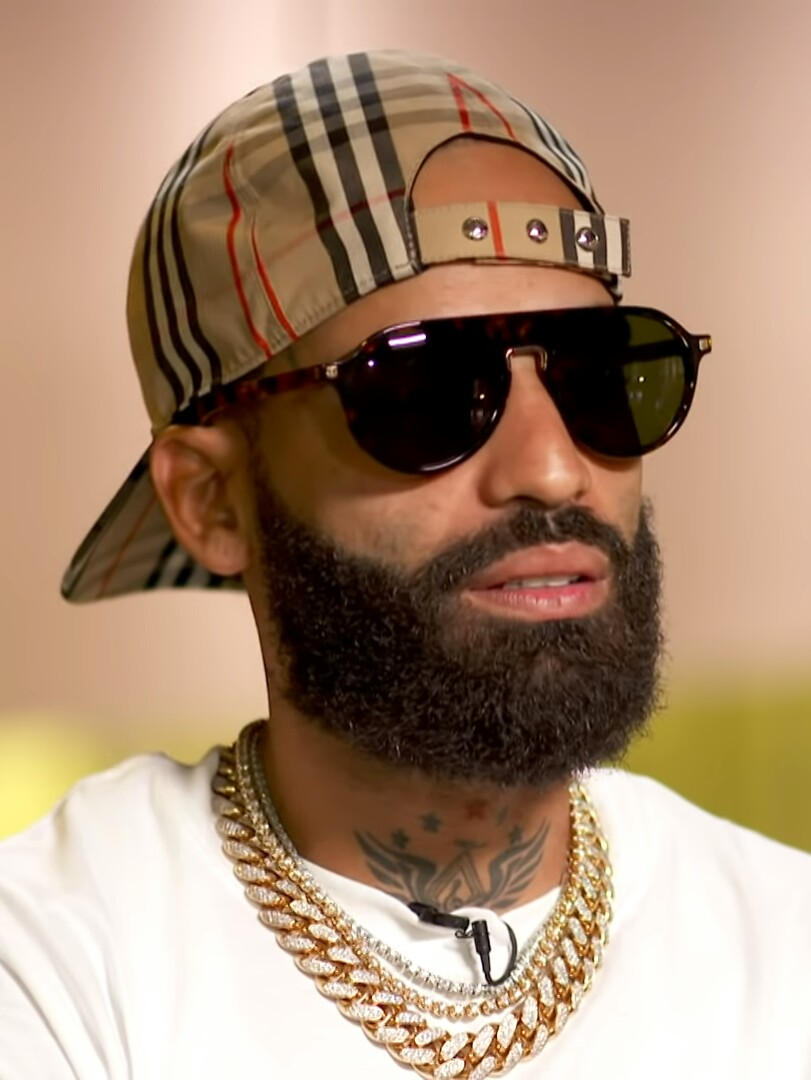
Arcángel, considéré comme l'un des pionniers de la trap latino.

La trap latino émerge à Porto Rico et gagne en popularité dans toute l'Amérique latine. La date exacte de son apparition est inconnue et fait l'objet de nombreux débats. Le chanteur portoricain de reggaeton et de trap latino Ozuna affirme qu'il a vu le jour en 2007 avec la chanson El Pistolón, interprétée par Arcángel & De la Ghetto, Yaga & Mackie, et Jowell & Randy (les deux premiers formaient un duo à l'époque). De son côté, De la Ghetto déclare qu'il pratique la trap latino depuis 2005 ou 2006, et que les gens pensaient qu'il était « fou ». À cette époque, les artistes de reggaeton voulaient introduire des éléments de hip-hop et de RnB américains auprès du public espagnol.

### Années 2010
La trap latino commence à gagner en importance vers 2014 lorsque des artistes comme Alvaro Diaz, Myke Towers et Fuete Billete, les premiers artistes portoricains à utiliser les premiers rythmes trap latino pour rapper, commencent à poster leurs chansons sur les plateformes de médias sociaux. À la mi-2015, l'artiste cubain TRAUMATIZE de Miami (Floride), publie Aguadulce, un disque de trap latino, en collaboration avec le groupe américain de hip-hop Bone Thugs-N-Harmony. Ce nouveau son finit par gagner en popularité à Porto Rico, et de nombreux succès trap latino émergent, tels que 47 Remix d'Anuel AA, Esclava Remix de Bryant Myers, Ella y yo de Farruko, et La Ocasión de De la Ghetto, ce dernier à qui Ozuna et Anuel AA attribuent l'expansion de la trap latino à l'échelle internationale.
Une version espagnole de Panda est publiée par Almighty sur le label Carbon Fiber Music, basé à Miami, et atteint la 36e place du Hot Latin Songs et la 23e place du Latin Rhythm Airplay. Empruntant le rythme de la version originale, il met en vedette Farruko, propriétaire dudit label, tandis qu'un remix ultérieur ajoute Daddy Yankee et Cosculluela. Anuel AA a également publié un titre dissident cinglant à l'égard d'Almighty, intitulé RIP Panda, après avoir entendu le remix.
En juillet 2017, The Fader explique que : « les rappeurs et les reggaetoneros de Porto Rico ont pris des éléments de la trap — les lignes de basse qui s'emballent, les 808 qui s'agitent et l'ambiance où on louche — et les ont infusés dans un banger après l'autre. » Dans un article publié en août 2017 dans le cadre de la série A Brief History of du Billboard, certains artistes clés de la trap latino, notamment Ozuna, De la Ghetto, Bad Bunny, Farruko et Messiah, sont invités à raconter une brève histoire du genre,. Elias Leight, de Rolling Stone, note ce qui suit : « [Jorge] Fonseca a présenté des artistes portoricains comme Anuel AA, Bryant Myers et Noriel sur la compilation Trap Capos : Season 1, qui est devenue le premier album de « trap latino » à atteindre la première place du classement des albums de rythmes latins du Billboard. »
De nombreux autres artistes de reggaeton et de la trap latino contribuent à la popularité de la trap latino, comme Bad Bunny qui a mieux fait connaître le genre. Bad Bunny a produit plusieurs chansons qui se sont retrouvées dans le classement Hot Latin Songs du Billboard et a collaboré avec de nombreux artistes américains populaires comme Nicki Minaj, Travis Scott, et Cardi B. Il devient rapidement le visage de la popularité soudaine de la trap latino. Grâce à ses collaborations avec d'autres artistes, comme son apparition dans Mayores de Becky G, Bad Bunny est l'un des premiers artistes de trap latino à rapper à la radio. Son apparition à la radio conduit à une reconnaissance accrue de la trap latino aux États-Unis. Son premier album X 100pre sort en décembre 2018 et est récompensé d'un Latin Grammy du meilleur album de musique urbaine.
En avril 2018, la chanson Te boté, un mélange de trap latino et de reggaeton, est publiée par Nio García, Casper Mágico, Darell, Ozuna, Bad Bunny et Nicky Jam. Elle devient la première chanson contenant des éléments de trap latino à atteindre la première place du classement Billboard Hot Latin Songs. Elle compte actuellement plus de 2 milliards de vues sur YouTube. Toujours en 2018, le tube I Like It de Cardi B, avec Bad Bunny et J Balvin, devient la première chanson latine à atteindre la première place du Billboard Hot 100 aux États-Unis,.

### Années 2020
J Balvin et Bad Bunny participent au Super Bowl Halftime Show de 2020 en interprétant pour la première fois de l'histoire des chansons trap latino.
Bad Bunny est l'artiste trap latino le plus influent, nommé parmi les 100 personnes les plus influentes de 2021 par Time. Bad Bunny est à son apogée, étant nommé l'artiste le plus écouté de Spotify en 2021 et 2022. Le 6 mai 2022, Bad Bunny sort son album Un verano sin ti, atteignant ainsi le statut d'artiste le plus écouté au monde en une journée, avec 183 millions de streams. En 2023, Bad Bunny sort son album Nadie Sabe Lo Que Va A Pasar Manana, qui est considéré comme l'un de ses premiers véritables albums de trap latino depuis 2020.

## Caractéristiques
La trap latino est un sous-genre du hip-hop latino, influencé par le hip-hop sudiste et les genres portoricains comme le reggaeton et le dembow. Au niveau vocal, il s'agit d'un mélange de rap et de chant utilisant des synthétiseurs et de l'Auto-Tune avec distorsion de la voix, souvent en espagnol, tout en conservant le circuit sonore du style trap. Les paroles de la trap latino parlent souvent de la vie dans la rue, de la violence, du sexe, de la drogue et des gens qui vivent de l'autre côté de la loi et qui en sont fiers.